# Червоний список Міжнародного союзу охорони природи
Червоний список Міжнародного союзу охорони природи (МСОП) — всеосяжний збірник відомостей про охоронний статус рослин та тварин в усьому світі. Видається Міжнародним союзом охорони природи (МСОП) з 1963 року. Червоний список опікується флорою та фауною всього світу.
Червоний список МСОП побудовано на чітких критеріях оцінки статусу видів та ризику їхнього зникнення. Ці критерії є універсальними й можуть бути застосовані для будь-якого виду (або підвиду, раси та популяції) в будь-якім регіоні світу. Метою Червоного списку є визначення та оприлюднення ступеня загрози для існування тих чи тих видів живого та надання відомостей, потрібних для збереження біологічних видів, усім, кого це може стосуватись.
Оцінкою статусу видів у межах Комісії з виживання видів у МСОП займаються такі організації, як BirdLife International, World Conservation Monitoring Centre та численні спеціальні групи вужчої спрямованості. Всього оцінками статусу, що проводяться такими організаціями та групами, охоплено приблизно половина видів у Червоному списку МСОП.
Загалом Червоний список МСОП вважають найавторитетнішим джерелом оцінки статусу світового біорізноманіття.

## Останнє видання
Останнє на теперішній час оновлення Червоного списку відбулося 4 травня 2006 року. Це видання розглядає 40 168 видів взагалі, плюс окремо 2160 підвидів, рас, форм, популяцій тощо.
З числа видів, розглянутих цілком, 16 118 визначені як такі, існування яких під загрозою. Серед них 7725 тварин, 8390 рослин, 3 — гриби та лишайники.
Це видання Червоного списку наводить 784 види, вимерлих починаючи з 1500 року — ця кількість не змінилась з минулого видання 2004 року, та збільшилась на 18 з 2000 року (тоді їх було 766). Щороку кілька видів, котрі були визначені як «зниклі», виявляються існуючими або переводяться до категорії «Відомості недостатні». Так, в 2002 році список зниклих видів зменшився до 759, але з тих пір знову зріс.
Червоний список 2012 року був опублікований 19 липня 2012 року на Саміті Землі Ріо+20; до нього було додано майже 2 000 видів, з яких 4 види увійшли до списку зниклих, 2 — до списку нововідкритих. МСОП оцінив загалом 63 837 видів, і виявив, що 19 817 перебувають під загрозою зникнення. 3,947 були описані як «під загрозою зникнення», 5 766 — як «під загрозою зникнення», тоді як понад 10 000 видів перераховані як «вразливі». Під загрозою знаходяться 41 % видів амфібій, 33 % коралів, що будують рифи, 30 % хвойних, 25 % ссавців і 13 % птахів. До Червоного списку МСОП внесено 132 види рослин і тварин з Індії як «під загрозою зникнення».

## Версії
На 2015 рік існує 7 версій:
- Версія 1.0 (1991)
- Версія 2.0 (1992)
- Версія 2.1 (1993)
- Версія 2.2 (1994)
- Версія 2.3 (1994)
- Версія 3.0 (1999)
- Версія 3.1 (2000)

## Видові категорії
Види в Червоному списку МСОП класифіковані в межах дев'яти категорій з використанням таких ознак, як швидкість скорочення чисельності, розміри популяції, величина ареалу та ступінь його розчленованості. На цій основі використовуються такі класифікаційні категорії:
- Вимерлий (Extinct, EX)
- Вимерлий у природі (Extinct in the Wild, EW)
- У критичній небезпеці (Critically Endangered, CR)
- Зникаючий (Endangered, EN)
- Уразливий (Vulnerable, VU)
- Майже під загрозою (Near Threatened, NT)
- Найменша осторога (Least Concern, LC)
- Відомостей недостатньо (Data Deficient, DD)
- Неоцінений (Not Evaluated, NE)

Попередня класифікація 1994 року включала 8 категорій. Категорія «Низький ризик» вміщувала три підкатегорії (Near Threatened, Least Concern, та Conservation Dependent («Залежить від заходів охорони»)) — зараз вони всі об'єднані в категорію «Близький до загрозливого стану».
Також під час обговорення Червоного списку МСОП термін «Вид, існування якого під загрозою» («Threatened») застосовують відносно трьох категорій: «Під критичною загрозою», «Під загрозою», «Вразливий».